# Années 1870 av. J.-C.
Les années 1870 av. J.-C. couvrent les années de 1879 av. J.-C. à 1870 av. J.-C.

## Évènements

### Mésopotamie
- 1880 av. J.-C.[1] : début du règne de Sumu-la-El, roi de Babylone (fin en 1845 av. J.-C.). En incorporant Marad et Kish dans sa sphère d’influence, il s’éloigne des rives de l’Euphrate et amorce une véritable extension territoriale[2].
- 1877 av. J.-C. : Larsa termine ses chantiers hydrauliques lancés sous Abi-sarê. Isin est désormais coupée de l'essentiel de ses approvisionnements en eau[3].
- 1873 av. J.-C.[1] : début du règne de Lipit-Enlil, roi d’Isin (fin en 1869 av. J.-C.)[2].

### Égypte

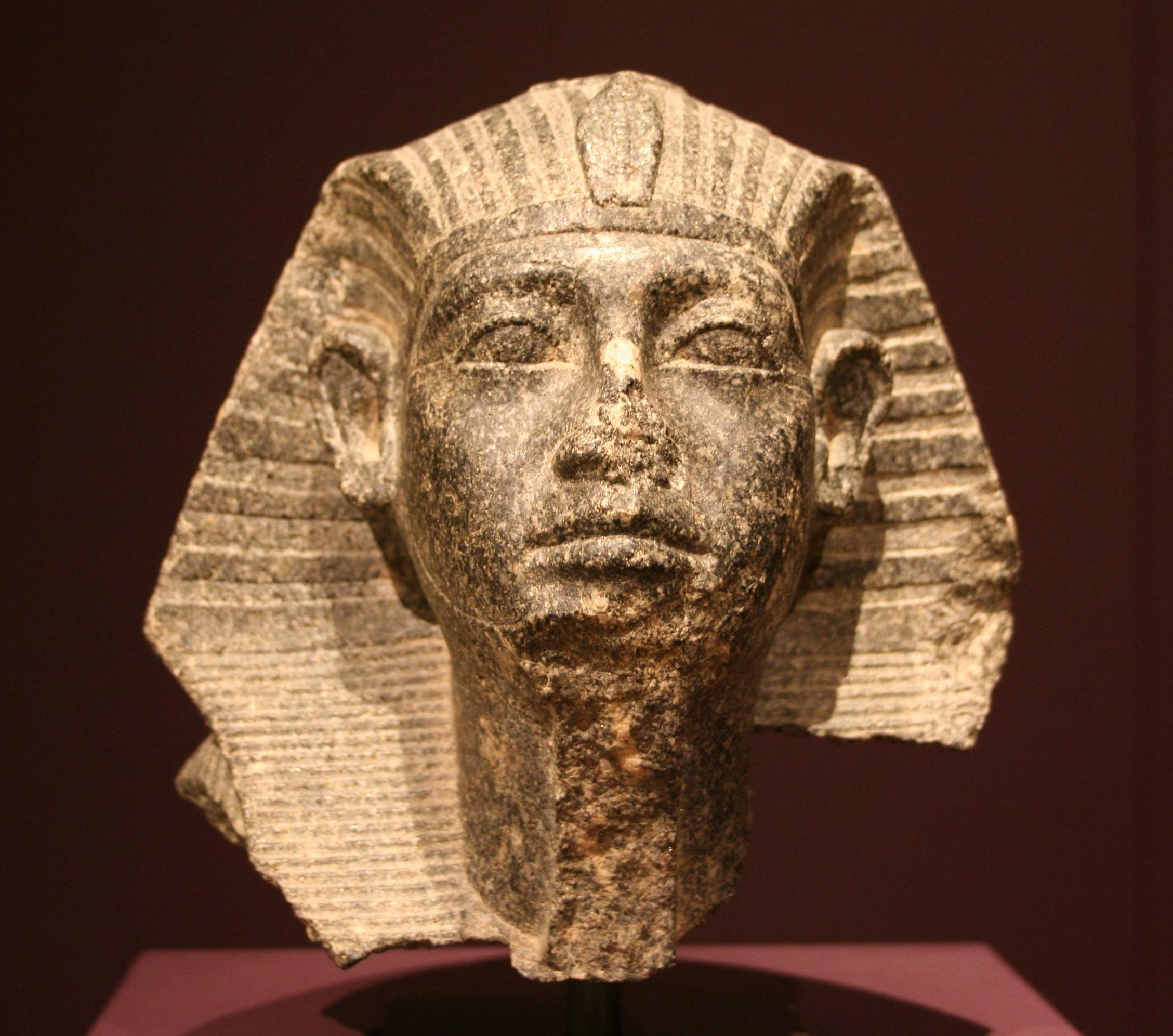
Sésostris III, représenté en sphinx

- 1878 av. J.-C. : début du règne de Sésostris III en Égypte (fin en 1843 av. J.-C.)[4].Il  étend l’influence de l’Égypte sur la mer Rouge, Canaan, la Syrie et la Crète (il sera divinisé au Nouvel Empire). Il mène une expédition militaire jusqu’à Sichem (Naplouse) et les cheikhs de Syrie et de Canaan reconnaissent sa suzeraineté. Il achève à partir de 1870 av. J.-C., en quatre campagnes, la pacification de la Nubie.
  - Les Égyptiens dominent finalement toute la Syrie-Palestine au sud d’une ligne Beyrouth-Damas. Cependant, une agitation entretenue par des dynasties au nom amorrite et le fait que les villes s’entourent de murailles laisse supposer que la domination est assez lâche, ce que confirme l’effondrement de cet empire égyptien d’Asie sous le règne d’Amménémès IV en 1800 av. J.-C.[5].
  - Réorganisation administrative : la fonction de nomarque semble être presque totalement abolie. Ce sont les chefs de villes qui sont désormais le relais du pouvoir central, coiffés par des contrôleurs agissant au sein de trois grandes divisions administratives (delta, moyenne et Nord de la Haute-Égypte, Sud de la Haute-Égypte et Basse-Nubie). L’autorité royale intègre et fidélise des couches provinciales instruites, notables locaux assez nombreux dans une classe moyenne ayant accès à de petits monuments funéraires dont la production se développe considérablement (stèles votives, petites tables d’offrandes quasiment fabriquées en série). Un strict encadrement du travail est mis en place, des artisans aux fellahs, développant l’utilisation d’une main-d’œuvre servile d’origine étrangère. Les anciennes milices de nomes sont intégrées dans un embryon d’armée permanente (utilisation de mercenaires nubiens)[5].
  - Expéditions maritimes au pays de Pount. Sésostris III fait creuser un canal navigable (78 m de long) à travers les rochers de la première cataracte. Exploitation intensive des carrières du Sinaï et du désert arabique. L’expansion égyptienne vers l’Asie s’accompagne d’une politique économique libérale : le monarque assure la sécurité du commerce des villes du Delta vers l’Asie ou la Crète, mais ne mène pas lui-même d’expéditions commerciales[5].
  - Le Conte du naufragé est rédigé sous le règne de Sésostris III[6]. Il relate l’histoire d’un Égyptien qui aurait été recueilli par un roi-serpent, prince de Pount, qui vivait dans l’île de l’Esprit.